# Sebaea rehmannii
Sebaea rehmannii är en gentianaväxtart som beskrevs av Schinz. Sebaea rehmannii ingår i släktet Sebaea och familjen gentianaväxter. Inga underarter finns listade i Catalogue of Life.